# Frederic Anton, Prinț de Schwarzburg-Rudolstadt
Frederic Anton de Schwarzburg-Rudolstadt (14 august 1692 – 1 septembrie 1744) a fost Prinț suveran de Schwarzburg-Rudolstadt din 1718 până la moartea sa.

## Biografie
A fost fiul cel mare al  Prințului Ludwig Friedrich I de Schwarzburg-Rudolstadt și a soției acestuia, Anna Sophie de Saxa-Gotha-Altenburg. Frederic Anton a avut trei frați și nouă surori; în 17114, în principatul Schwarzburg s-a introdus dreptul de primogenitură iar el a devenit singurul Prinț de Rudolstadt în 1718.
Educația sa a fost organizată în principal de bunici. Frederic Anton a fost încurajat să studieze religie și diferite științe. A fost interesat în special de poezie și a scris el însuși câteva poeme.
Frederic Anton a trebuit să facă față la o serie de eșecuri financiare, cărora le-a făcut față cu greu. Fratele lui, Wilhelm Ludwig, era înglodat în datorii, iar Frederic Anton a trebuit să-l salveze de mai multe ori. În 1726, un foc a izbucnit la Castelul Schwarzburg. În 1735, Castelul Heidecksburg a ars până la ruină. În 1737, Frederick Anton a început construcția unui nou castel pe locul Castelului Heidecksburg. În 1741, un bust al prințului a fost instalat la poarta principală a curții. Construcția a fost finalizată în noiembrie 1744.
Frederic Anton a murit la 1 septembrie 1744, cu două luni înainte ca întreaga construcție să fie finalizată.

## Căsătorie și copii
La 8 februarie 1720 la Saalfeld, Frederic Anton s-a căsătorit cu Prințesa Sophia Wilhelmina de Saxa-Coburg-Saalfeld (1690-1727). Ei au avut trei copii:
- Johann Frederic, Prinț de Schwarzburg-Rudolstadt (1721-1767); succesorul său; s-a căsători în 1744 cu Prințesa Bernardina Christina Sophia de Saxa-Weimar-Eisenach (1724-1757)
- Prințesa Sophia Wilhelmina de Schwarzburg-Rudolstadt (1723-1723)
- Prințesa Sophia Albertina de Schwarzburg-Rudolstadt (1724-1799)

La 6 ianuarie 1729, Frederic Anton s-a recăsătorit cu Prințesa Sophia Christina (1688-1750), o fiică a Prințului Christian Eberhard de East Frisia. Din căsătorie nu au rezultat copii.